# Sebastião Gomes dos Santos
Sebastião Gomes dos Santos (Rio Grande do Norte - Cachoeiras de Macacu, 30 de maio de 1969), também registrado como Sebastião Gomes das Silva, era um lavrador e camponês na região de Papucaia no Rio de Janeiro. Envolveu-se com as organizações políticas COLINA (Comando de Libertação Nacional) e VAR-Palmares durante a ditadura militar brasileira quando participava de atividades da Igreja Católica da sua região.

## Biografia
Sebastião Gomes dos Santos nasceu em Rio Grande do Norte e pouco se sabe sobre a sua infância. Filho dos camponeses Pedro Gomes dos Santos, um paraibano, e Leopoldina Gomes dos Santos, Sebastião tinha sete irmãos (Antônio, José, Lia, do Carmo, Francisca, Jorge e Josué). Chegaram em Niterói, Estado do Rio de Janeiro no ano de 1961 e logo mudaram-se para Cachoeiras de Macacu, conhecida como a “Havana brasileira” devido as lutas camponesas que ali aconteceriam alguns anos depois. Fizeram residência mais especificamente no município rural de Papucaia. Lá, trabalhava como lavrador com seus pais em um pequeno terreno rural. Sua história começa a ser contada quando entre os anos de 1967 e 1968 envolve-se em atividades da Igreja local e tem o seu primeiro contato com a militância, com a chegada da militante Rosalina Santa Cruz da organização VAR-Palmares na região.
Rosalina trabalhava conscientizando e organizando os camponeses, ensinando a eles conceitos como socialismo e sociedade de classes. Tudo isso com a ajuda da Igreja Católica e do Padre Gérson que já fazia um trabalho progressista com os fiéis que frequentavam as missas. Rosalina conta em um depoimento da Comissão Nacional da Verdade (CNV) que conheceu os pais de Sebastião e o próprio durante a sua passagem e que quando voltou à região em 1969, soube que o Exército havia passado por ali e tinha dispersado os familiares camponeses. Na mesma época, Pedro Gomes e Leopoldina Gomes contaram a ela que seu filho havia sido levado e morto pelos agentes repressores.
A organização política ajudou os pais de Sebastião a se mudarem para Imperatriz, no Maranhão, onde encontraram novas terras para trabalhar. Mais tarde, o casal de camponeses viria a ser preso pelas autoridades.

## Circunstâncias da Morte
Sebastião Gomes dos Santos foi morto em 30 de maio de 1969 durante uma busca por foco guerrilheiro realizado pelo Exército brasileiro na região de Cachoeiras de Macacu no Rio de Janeiro. Existe ainda uma versão falsa de sua morte, em que ele teria resistido a ação das autoridades e por isso teria sido morto, enquanto outros habitantes supostamente foram presos. De acordo com o relatório da Comissão Nacional da Verdade (CNV), o seu corpo foi levado ao IML do Estado do Rio de Janeiro apenas no dia 2 de junho de 1969.
A justificativa do caso registrado em processo do Tribunal Militar, indica que o mesmo foi acusado de ser parte de uma grupo de camponeses que eram associados a organização política VAR-Palmares. Além disso, o texto indica que a morte aconteceu durante tiroteio contra os policiais.

## Investigações
A Comissão Especial sobre Mortos e Desaparecidos Políticos (CEMDP) indeferiu duas vezes (em 22 de abril de 2004 e 7 de outubro de 2004) o pedido da família de Sebastião Gomes dos Santos para reconhecer o Estado como responsável pela sua morte. Seu caso é registrado equivocadamente no Dossiê ditadura: mortos e desaparecidos políticos no Brasil (1964-1985) organizado pela Comissão de Familiares de Mortos e Desaparecidos Políticos como “Sebastião Gomes da Silva”. Devido a confusão, não foi possível comprovar que os dois seriam a mesma pessoa.
No livro-relatório “Direito à memória e à verdade” o nome de Sebastião Gomes dos Santos possui o nome “Sebastião Gomes da Silva” entre parênteses.
O diretor do projeto “Direito à memória e à verdade” da Secretaria de Direitos Humanos da Presidência da República, Gilney Viana, investigou a morte do lavrador Sebastião Gomes. Gilney registrou que o Comandante Major Ênio de Albuquerque Lacerda da Primeira Companhia de Política do foi o responsável por liderar os militares na busca que resultou na morte de Sebastião em 30 de maio de 1969. Em 31 de maio do mesmo ano, o major enviou o ofício nº 314/2ª sec ao Tenente Coronel Ary Pereira de Carvalho, responsável pelo Inquérito Policial Militar, o documento afirmava que o militares teriam sido recebidos a tiros pelos camponeses e foi localizado um corpo identificado como “Sebastião Gomes da Silva”. Existia ainda a denúncia de que o mesmo era conhecido por ser um indivíduo de “péssimos antecedentes”. O Major Ênio ainda explica que houve um fugitivo, conhecido como Jair, cunhado de Sebastião.
Um documento de 4 de fevereiro de 2004 do grupo “Tortura Nunca Mais” de Goiás registra que “vários nomes que constam da lista de vítimas do regime militar estão incorretos, entre eles Sebastião Gomes dos Santos, que não é Sebastião Gomes da Silva”.
Não existem registros sobre o sepultamento do camponês Sebastião Gomes dos Santos.
A conclusão diante das investigações é que Sebastião morreu resultante da ação de agentes do Estado brasileiro durante a ditadura militar brasileira. A recomendação é que continuem as investigações sobre a sua morte e circunstância, somente assim poderão responsabilizar os envolvidos na sua morte.